# 3045 Alois
3045 Alois је астероид главног астероидног појаса чија средња удаљеност од Сунца износи 3,133 астрономских јединица (АЈ).
Апсолутна магнитуда астероида је 11,4.